# Sydney (film)
Sydney  (Hard Eight) è un film del 1996 scritto e diretto da Paul Thomas Anderson, al suo esordio alla regia d'un lungometraggio, liberamente tratto dal cortometraggio Cigarettes & Coffee (1993) dello stesso regista.
Il film è stato presentato nella sezione Un Certain Regard alla 49ª edizione del Festival di Cannes.

## Trama
Sydney, un anziano giocatore d'azzardo, mentre sta per entrare in una tavola calda trova John seduto per terra e lo invita a bere qualcosa. John ha bisogno di 6.000 dollari per il funerale della madre, Sydney gli offre un passaggio in auto a Las Vegas, quando arrivano in un casinò Sydney gli insegna qualche trucco per racimolare un po' di soldi.
Due anni dopo siamo a Reno e ritroviamo John che ormai è un giocatore professionista. Clementine è una cameriera del casinò che per arrotondare occasionalmente si prostituisce, una sera va nella stanza di Sydney ma lui non è interessato ad avere un rapporto sessuale. Il mattino dopo conosce John col quale sembra esserci una buona intesa. Una notte John chiama Sydney perché ha bisogno di aiuto, quando arriva nella stanza del motel nella quale si trova insieme con Clementine scopre che i due tengono in ostaggio un uomo che si era rifiutato di pagare a Clementine la cifra concordata per una prestazione, la donna aveva chiamato John che dopo averlo aggredito e ammanettato al letto chiama la moglie chiedendole di portare i soldi. In questa vicenda è coinvolto anche Jimmy, un amico di John che si occupa della sicurezza interna del casinò, il quale gli presta una pistola scarica. Dopo una discussione viene fuori che John e Clementine si sono sposati quel pomeriggio, Sydney li convince che devono scappare, dopo essersi assicurato che i due non sono stati visti da nessuno, oltre che dall'ostaggio, cancella le impronte digitali e fa sparire la pistola.
Mentre John e Clementine sono diretti verso le cascate del Niagara per la loro luna di miele, Jimmy chiede a Sydney di incontrarsi per poter parlare e dirgli che l'uomo preso in ostaggio non è andato dalla polizia, successivamente Jimmy fa intendere che lui è a conoscenza di alcuni fatti del passato criminale di Sydney quando viveva ad Atlantic City: Sydney sparò al padre di John uccidendolo. Jimmy ricatta l'anziano il quale gli consegna i suoi risparmi. Sydney però ha in serbo una vendetta, infatti una notte attenderà Jimmy in casa sua e lo ucciderà.

## Curiosità
- Nel film Prima di mezzanotte, Philip Baker Hall interpretava un personaggio di nome Sidney
- Inizialmente anche il titolo originale doveva essere Sydney ma la Rysher Entertainment lo volle cambiare in Hard Eight[3].
- Nella scena in cui Jimmy dice a Sydney di conoscere il suo passato, fa i nomi di alcuni criminali, tra i quali tali Floyd Gondolli e Jimmy Gator: questi saranno poi i nomi di due personaggi interpretati dallo stesso Philip Baker Hall in altri due film di Paul Thomas Anderson, rispettivamente Boogie Nights - L'altra Hollywood e Magnolia.
- La canzone sui titoli di coda è Christmastime di Aimee Mann, ovvero l'autrice di diverse canzoni presenti nella colonna sonora di Magnolia.
- Il regista scritturò Philip Seymour Hoffman nel piccolissimo ruolo del giocatore di craps dopo averlo visto recitare in Scent of a Woman - Profumo di donna[4] e questi, a detta dello stesso Philip Baker Hall, improvvisò la maggior parte delle sue battute, malgrado avesse soltanto un'unica scena[5].

## Riconoscimenti
- 1997 - Boston Society of Film Critics
  - Miglior regista esordiente